# Поховка
Поховка (укр. Похівка) — село в Богородчанской поселковой общине Ивано-Франковского района Ивано-Франковской области Украины.
Население по переписи 2001 года составляло 497 человек. Занимает площадь 10 км². Почтовый индекс — 77716. Телефонный код — 8 03471.